# Mylodon
Il bradipo terricolo di Darwin (Mylodon darwini), anche noto come milodonte, è un genere estinto di bradipo terricolo appartenente alla famiglia Mylodontidae, conosciuto dal Sud America meridionale. Con una lunghezza totale di 3-4 metri e una massa corporea di 1-2 tonnellate, è uno dei più grandi mylodontidi noti (sebbene sia stato notevolmente superato in dimensioni dal mylodontide Lestodon).
I reperti più antichi di questo animale risalgono probabilmente al Pleistocene inferiore; tuttavia, la maggior parte dei resti fossili risale al Pleistocene superiore. Il suo areale spaziava dalla Bolivia meridionale e dalla Pampa a nord verso sud fino alla parte più meridionale della Patagonia a circa 52-53 gradi sud, l'areale più meridionale di qualsiasi bradipo terricolo del Pleistocene, con alcuni dei resti più noti della specie provenienti dall'omonima Cueva del Milodón (grotta del Mylodon) nel Cile meridionale.
Oltre ai resti scheletrici, il milodonte è noto anche per i resti di pelle e pelliccia. Lo sterco conservato (coproliti) di questi animali, indica che il milodonte era principalmente un pascolatore, che si nutriva di erba e ciperacee, sebbene uno studio del 2021 sui rapporti degli isotopi stabili ha concluso che il milodonte fosse stato almeno sporadicamente onnivoro.
Il genere Mylodon conta generalmente una singola specie riconosciuta, Mylodon darwini, descritta da Richard Owen nel 1840 sulla base di resti raccolti nella Pampa da Charles Darwin (da cui la specie prende il nome) durante il suo viaggio sul Beagle. Alcuni autori recenti suggeriscono che ci fossero due specie, con M. darwini limitato alla Pampa, mentre i resti rinvenuti in Patagonia apparterrebbero alla specie Mylodon listai.
Il milodonte si estinse in un periodo compreso tra la fine del Pleistocene e l'inizio dell'Olocene, circa 12-10.000 anni fa, come parte dell'evento di estinzione di fine Pleistocene, insieme ad altri bradipi terricoli e alla maggior parte degli animali di grandi dimensioni delle Americhe. I fossili del milodonte si sovrappongono cronologicamente ai Paleoindiani, i primi esseri umani ad abitare le Americhe, e le prove provenienti da diversi siti suggeriscono che potrebbero aver cacciato attivamente il milodonte. L'estinzione del milodonte potrebbe essere il risultato dei cambiamenti climatici, della caccia da parte dei Paleoindiani o di una combinazione di entrambi i fattori.

## Scoperta
Il genere Mylodon venne nominato da Richard Owen sulla base di una mandibola quasi completa con denti, ritrovata da Charles Darwin in una scogliera di ghiaia consolidata a Bahía Blanca, durante la spedizione di ricognizione della HMS Beagle. In diversi siti, sono state scoperte pelli e sterco conservati, in uno stato di conservazione tale che le persone che li scoprirono per prime credevano appartenessero a un animale vivente, invece che ad una specie estinta. La scoperta di campioni di pelle e sterco dall'aspetto fresco diede il via a una piccola ondata di spedizioni all'inizio del XX secolo per cercare un esemplare vivente dell'animale. Da allora si è scoperto che questi esemplari avevano circa 10.000 anni, anche se sembrano freschi a causa delle condizioni estreme di freddo e stabilità delle grotte in cui sono stati trovati.
Esemplari ben conservati di resti di milodonte sono stati scoperti nel sito di Cueva del Milodón in Patagonia, Cile, lungo il fianco meridionale del Cerro Benítez nel 1896. Associati alle ossa di altri animali della Patagonia, questi resti di milodonte risalgono a un'epoca precedente al 10.000 a.C. L'American Museum of Natural History ha esposto un esemplare di sterco di milodonte (coprolite) dall'Argentina con una nota che recita "consegnato da Theodore Roosevelt".

## Descrizione

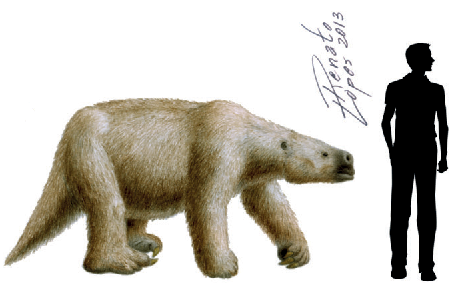
Dimensioni e ricostruzione di M. darwini

Il milodonte era un grande rappresentante della famiglia Mylodontidae. La sua lunghezza totale è stata stimata intorno ai 3-4 metri. In base alle dimensioni del cranio, si presume un peso compreso tra 1 e 2 tonnellate, con una stima approssimativa di 1,65 tonnellate. Pertanto, il milodonte aveva all'incirca le dimensioni di forme correlate come Glossotherium o Paramylodon, ma era significativamente più piccolo del gigantesco Lestodon. In termini di aspetto, il milodonte aveva la stessa conformazione degli altri grandi bradipi terricoli.

### Tegumento

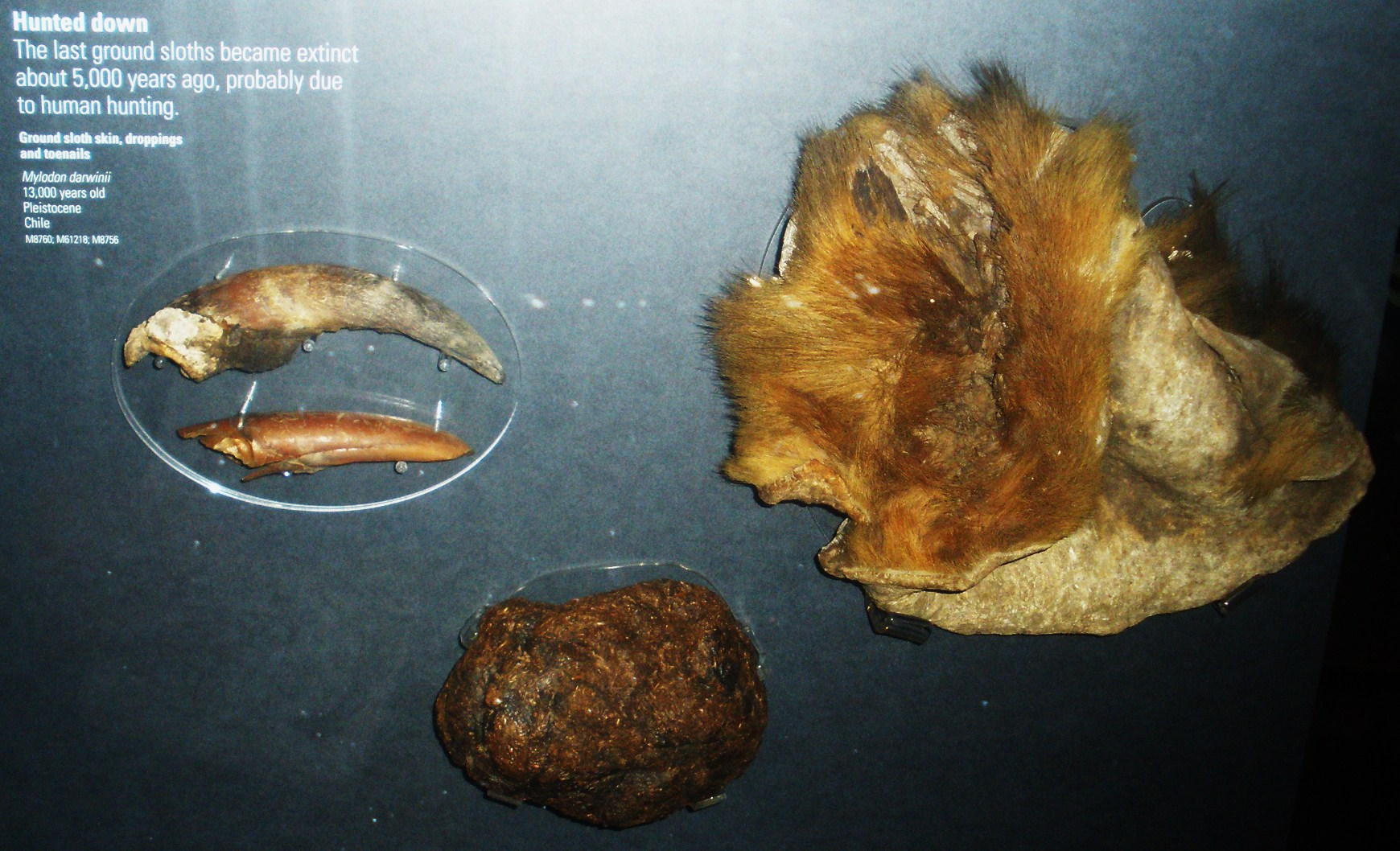
Unghie, sterco e pelle, al Museo di Storia Naturale, Londra

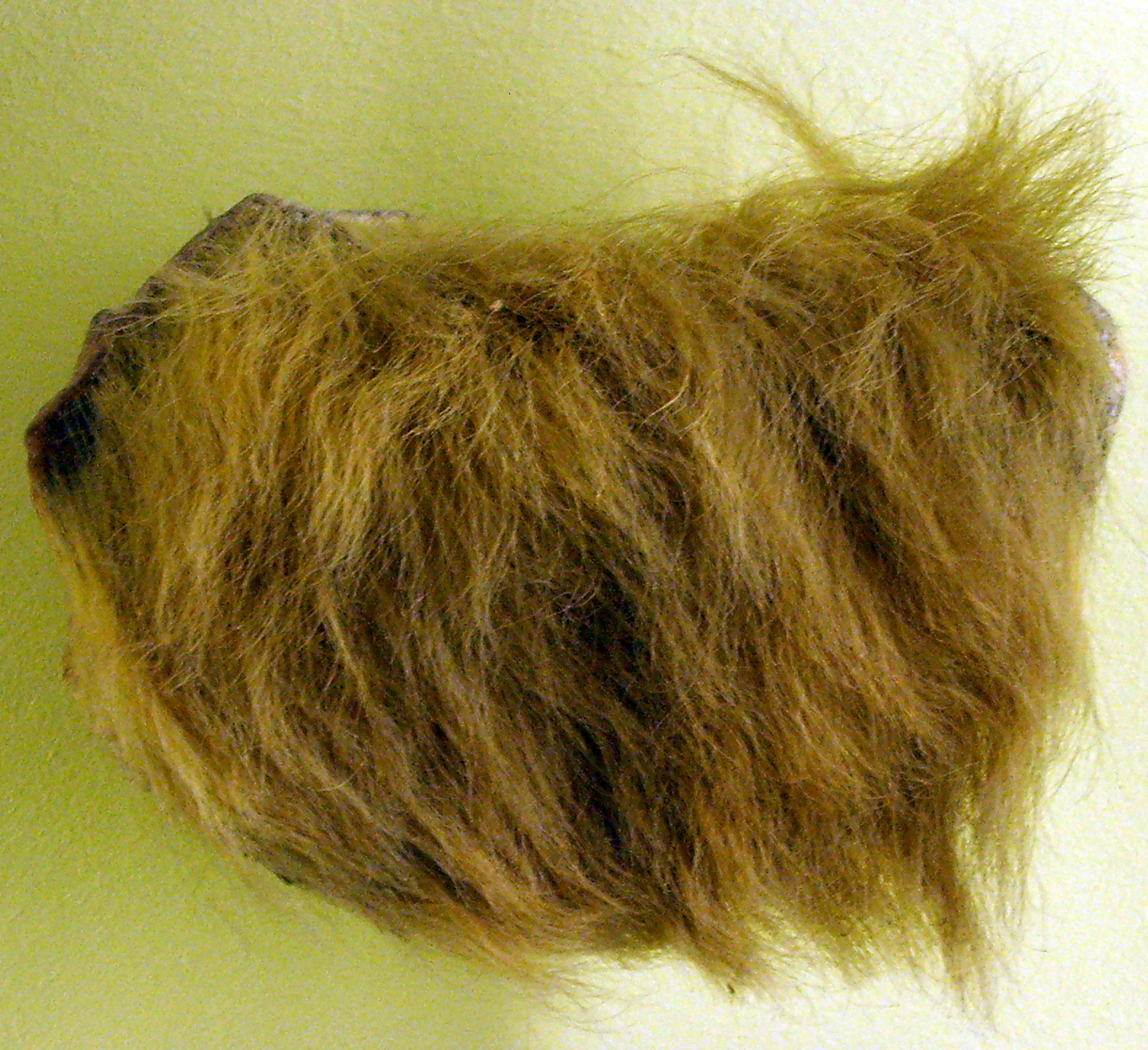
Pelliccia e pelle, al Museum für Naturkunde, Berlino

Il milodonte è uno dei pochi mammiferi estinti di cui si conoscono resti di pelle mummificata. Il luogo più importante per tali reperti è la Cueva del Milodón nella provincia cilena di Última Esperanza, dove le prime parti di pelle furono portate alla luce alla fine del XIX secolo. I singoli pezzi hanno una lunghezza fino a 150 centimetri, ma si sono rimpiccioliti attraverso i processi di essiccazione. Il suo spessore è di 1 centimetro, con 1,5 centimetri nei punti più spessi. La pelle è densamente ricoperta di peli rigidi e leggermente ondulati, con solo i peli superiori sviluppati, mentre il sottopelo è mancante. Questa caratteristica è simile ai bradipi didattili ma assente nei bradipi tridattili, che possiedono un sottopelo. La lunghezza dei singoli peli varia tra 5 e talvolta oltre 20 centimetri con i più corti nella zona della parte posteriore della testa, peli di media lunghezza sul dorso e peli molto più lunghi sugli arti. Il loro colore noto varia dal giallastro al bruno-rossastro. I fusti dei peli sono uniformemente tubolari, all'estremità superiore formano punte smussate. Come nei bradipi odierni, i peli non avevano midollo. A differenza dei peli del bradipo didattilo, mancano delle loro caratteristiche nervature longitudinali.
I mylodonti sono gli unici rappresentanti dei bradipi ad avere placche ossee incorporate nella loro pelle. Tali strutture, chiamate osteodermi, sono note oggi in misura maggiore solo negli armadilli. Contrariamente alla corazza esterna degli armadilli, le piccole piastre ossee dei milodonti erano piuttosto sparse. Hermann Burmeister pubblicò alcuni osteodermi individuali di milodonte già nel 1860. I resti di pelle trovati nelle grotte di Última Esperanza danno un'idea di come queste placchette ossee fossero incorporate nella pelle e distribuite sul corpo. Le piccole piastre ossee si trovano tutte nella sezione inferiore della pelle, mentre i peli hanno origine nella sezione superiore. La distribuzione si è rivelata molto incoerente. Alcune aree erano ricoperte da una fitta schiera di osteodermi, contenenti tra le 83 e le 95 piastrine per 10 cm2. Per altre, tuttavia, il numero è molto più esiguo. Tuttavia, anche con una disposizione ravvicinata, gli osteodermi non si uniscono mai per formare un guscio chiuso e compatto, ma sono sempre separate le une dalle altre da singole pieghe cutanee. In accordo con l'armatura degli armadilli, le piastrine ossee formano un singolo strato e non sembrano impilate tra di loro. Poiché tutti i residui di pelle sono stati ritrovati isolati dagli scheletri, è difficile assegnare con sicurezza quali aree del corpo fossero ricoperte dalle piastrine ossee. Tuttavia, si può supporre che la schiena fosse in gran parte corazzata mentre lo stomaco fosse più libero. Nelle sezioni di pelle dense di osteodermi, questi erano più grandi rispetto alle aree libere. Le piastrine ossee del milodonte erano perlopiù di forma ovale irregolare con dimensioni da 0,5 a 2,5 centimetri di lunghezza, da 0,3 a 1,8 centimetri di larghezza e da 0,2 a 1,1 centimetri di spessore, con un peso massimo di 2 grammi. Sulla superficie, mostravano fossette individuali, mentre in sezione trasversale, erano costituite da numerose fasce di fibre mescolate a lamelle ossee dure (osteoma). Ciò rendeva la loro struttura molto più semplice di quella degli armadilli, e probabilmente mancavano dello strato di cheratina nota dai gusci di quest'ultimi.

## Estinzione
Il milodonte si estinse 12-10.000 anni fa alla fine del Pleistocene come parte dell'estinzioni della megafauna pleistocenica del tardo Pleistocene, insieme a tutti gli altri bradipi terrestri continentali e alla maggior parte degli animali di grandi dimensioni delle Americhe. Le tempistiche della loro estinzione coincide con l'arrivo degli umani nelle Americhe, così come con il cambiamento climatico. Ci sono prove che gli umani cacciassero il milodonte per cibarsene. Nella grotta di Fell (Cueva Fell) nella Patagonia cilena, sono state trovate ossa fratturate e bruciate di Mylodon darwinii in associazione con manufatti umani, risalenti a circa 12.766-12.354 anni solari prima del presente (BP). Al Piedra Museo nella Patagonia argentina, sono state trovate ossa di milodonti in associazione a manufatti umani, risalenti a circa 15.517-12.352 anni BP. La caccia da parte degli umani unita allo stress provocato dai cambiamenti climatici dell'epoca, sono stati i principali fattori non solo per l'estinzione del milodonte, ma anche per molti altri animali che componevano la megafauna pleistocenica americana.